# 梅寿椿
梅寿椿（1931年12月—约2018年），常州人，工人，1946年起在嘉丰棉纺织厂工作，历任车间主任、副厂长、厂长。1971年，任上海纺织局副局长，后任局长。1992年退休。